# Turali-beg
Turali-beg (kod Tuzle, oko  1500. – 1572.), visoki osmanski vojni i upravni dužnosnik iz Bosne i Hercegovine. Život i rad ostao je i do danas slabo poznat. Njega je istraživao Hamdija Kreševljaković i nije mnogo našao.

## Životopis
Dao je podići most na Prači zbog čega neki misle da je iz tih krajeva, jer su veliki vakifi mostove gradili u mjestima svoga rođenja. No, najviše svojih zadužbina ostavio je u Tuzli pa je razumno pretpostaviti da je rođen bliže Tuzli. Sin izvjesnog Ejne-hana ili Inehana. Prvi spomen je poslije mohačke bitke od 29. kolovoza 1526. i vrlo je vjerojatno da je Turali-beg bio sudionik bitke i da je poslije te bitke podignut na razinu sandžak-bega. 1520-ih i 1530-ih godina bio je vojskovođa u osmanskom osvajanju sjeveroistočne Hrvatske: Srijema, Slavonije i sjevernih krajeva. U prilog tome govori da je posjedovao imanja u Iloku na Dunavu. Tadašnja osmanska državna politika bila je davati zaslužnim ratnicima imanja u krajevima gdje su ratovali. Dodaju mu i naslov gazije (Vakuf Gazi Turali-beg džamije u austro-ugarskim dokumentima), no Kreševljaković smatra da je to novijeg nadnevka. Pred smrt ta je imanja u Iloku uvakufio. S obzirom na vrijeme osvajanje istočne Hrvatske i Mađarske 20-ih i 30-ih 16. stoljeća, vjerojatno je rođen oko 1500. godine. 1540-ih i 1550-ih bio je na visokim položajima u više sandžaka. Šezdesetih godina 16. stoljeća umirovljen je dok je obnašao dužnost sandžak-bega Smederevskog sandžaka te je došao živjeti u Tuzlu, gdje je prije 1572. godine umro. Prije 1572. je osnovao svoj veliki vakuf. U Turali-begovom vakufu je džamija, trideset osam dućana, hamam, slana vrela, mekteb, turbe, dvije kuće, kućaru s dvorištem i tri kućišta, tri parcele za greblja, i 300.000 akči gotovog novca, čiju je uporabu definirao u vakufnami, nekoliko vrtova, livada i čaira. Uvakufio je seosko imanje u selu Visari koje pripada Doknju kod Tuzle, u selu Babin Dol, zemljišta u područjima: Ši Sela, Badra, Plana, Stijena, Dolina, Vrapča, Elifame, Ravna, Stupina, Zlokovca, Omerove Krčevine, Zanoga, Mrakovice. Predmet Turali-begovih potomaka još nije do kraja istražen. U Tuzli je u 16. stoljeću formirala se oko džamije Turali-begova mahala.